# HR 4796
HR 4796 — двойная звездная система в созвездии Центавра. Находится примерно в 220 световых годах от Солнца.
Система включает в себя звезду главной последовательности спектрального класса A0 HR 4796 A и красный карлик спектрального класса M2,5 HR 4796 B.
Главная звезда HR 4796 A в 2 раза массивнее Солнца и в 20 раз ярче. Её возраст оценивается всего в 8 миллионов лет, она окружена протопланетным диском, обнаруженным ещё в 1991 году. Пыль в диске, судя по всему, — результат столкновения планетезималей.
В 2007 году камера и мульти-объектный спектрометр ближнего инфракрасного диапазона на борту космического телескопа «Хаббл» позволили установить, что у пыли красноватый спектр, подобный толинам. Толины — органические аэрозоли, сложные молекулы, которые на Титане содержатся в атмосфере — и могут быть своего рода предпосылкой жизни.